# Williston (Tennessee)
Williston – miasto w Stanach Zjednoczonych, w stanie Tennessee, w hrabstwie Fayette.